# Подум
Подум је насељено мјесто у Лици. Припада граду Оточцу, у Личко-сењској жупанији, Република Хрватска.

## Географија
Подум је удаљен око 5 км сјевероисточно од Оточца.

## Историја
Током рата у Хрватској, место се налазило на линији разграничења. У јесен 1991. године, српско становништво напушта Подум пред Збором народне гарде.

## Становништво
Према попису из 1991. године, Подум је имало 459 становника, међу којима је било 437 Срба, 11 Хрвата и 11 осталих. Према попису становништва из 2001. године, Подум је имао само 43 становника. Подум је према попису становништва из 2011. године, имао 103 становника.
| Националност       | 1991. | 1981. | 1971. | 1961. |
| Срби               | 437   | 404   | 579   | 650   |
| Хрвати             | 11    | 5     | 7     | 6     |
| Југословени        |       | 111   | 2     |       |
| остали и непознато | 11    | 7     | 3     | 2     |
| Укупно             | 459   | 527   | 591   | 658   |

| Демографија | Демографија | Демографија |
| Година      | Становника  | Становника  |
| ----------- | ----------- | ----------- |
| 1961.       | 658         |             |
| 1971.       | 591         |             |
| 1981.       | 527         |             |
| 1991.       | 459         |             |
| 2001.       | 43          |             |
| 2011.       |             | 103         |

## Попис 1991.
На попису становништва 1991. године, насељено место Подум је имало 459 становника, следећег националног састава:
| Попис 1991.‍  | Попис 1991.‍  | Попис 1991.‍ | Попис 1991.‍ | Попис 1991.‍ |
| ------------ | ------------ | ----------- | ----------- | ----------- |
|              |              |             |             |             |
| Срби         | Срби         |             | 437         | 95,20%      |
| Хрвати       | Хрвати       |             | 11          | 2,39%       |
| Грци         | Грци         |             | 1           | 0,21%       |
| Муслимани    | Муслимани    |             | 1           | 0,21%       |
| неопредељени | неопредељени |             | 5           | 1,08%       |
| непознато    | непознато    |             | 4           | 0,87%       |
| укупно: 459  |              |             |             |             |

## Знамените личности
- Ђорђе Маријан, председник Организације српских четника „Равна Гора“